# Върнячка баня
 Тази статия е за селището до Западна Морава.  За селището до Южна Морава вижте Вранска баня.  
Върнячка баня е курортен град и община в Рашки окръг, Централна Сърбия. Градът е разположен край река Западна Морава. Населението му е близо 10 хил. жители.

## География
Върнячка баня е селище от 19 век. Намира се в подножието на планината Гоч, в близост до Западна Морава (Сръбска Морава), на границата между Поморавието и района на Кралево в Рашка, но етнографски и исторически влиза в границите на Расинско, т.е. Крушевско.
Град Тръстеник отстои на 7 км, областният град Кралево – на 27 см, Крушевац – на 34 км, Ниш – на 125 км, столицата Белград – на 200 км.
От север Врънска баня е защитена от ветровете посредством масива на Гледачките планини, а в близост до Тръстеник се намира летище. Надморската височина на баните варира от 220 до 300 м.

## Климат
Климатът във Върнячка баня е умереноконтинентален, като зимата е мека и снежна, а лятото – хладно със свежи утрини и лек ветрец от планината, което създава на мястото идеални условия за развитие на курортна дейност. Освен това във Върнячка баня има 7 минерални извора.

## Минерални извори
Минералните извори във Върнячка баня са: Топла вода, Слатина, Снежник, Езеро, Боряк, Бели извор, Врънячко врело (Врънско врело).
Минералната вода от отделните извори се предписва за лечение на различни заболявания. Нейните лечебни свойства са били известни още на римляните – известен е тукашният извор (лат.) Fons Romanus. Римското име на селището не е известно, но се знае, че тукашните извори се ползват интензивно за бани, възстановяване и лечение през 2-4 век (съдейки по намерените около 500 римски монети в района, които са основно от този период) от легионерите по дунавската граница на Горна Мизия.
През средновековието по време на византийската, българската, сръбската и османската власт над тези земи съществуват само фрагментарни данни за използването на минералните води.
С днешното си име Върнячка баня се сдобива от Феликс Каниц посредством прословутите негови пътеписи – по името на близкото село Врънци.

## История
Най-старите следи от селища в района на Врънска баня са от 3800 г. пр.н.е.-3100 г. пр.н.е. През античността районът е населяван от келти и скордиски.
Територията на Върнячка баня, ведно с Крушевско и Тимошко, е анексирана от Княжество Сърбия през 1833 г. През 1868 – 1869 г. се слага началото на днешния град – курортно селище. През 1883 г. селището е провъзгласено за балнеоложки център в новообразуваното Кралство Сърбия.
През 1914 г., т.е. точно 20 г. преди фаталните за Югославия и света в навечерието на Втората световна война изстрели в Марсилия, Иван Михайлов (ВМРО) – човекът, издал смъртната присъда на Александър Караджорджевич и Югославия, среща тук за първи път сръбския престолонаследник и бъдещ югославски крал.
След образуването на Югославия по инициатива на Стоян Протич започва изграждането на хотели и вили във Врънска баня.

## Спорт
Върнячка баня е известна със спортната си дейност. Тук редовно се организират международни турнири по шахмат. На местно ниво се практикуват и развиват много спортове, като хандбал, футбол, тенис, плуване, ватерпол, баскетбол и др. Спортната дейност в града е организирана в спортен клуб „Гоч“.